# Troldnøgenhat
Troldnøgenhat (Psilocybe cubensis) er en svamp i bredblad-familien.
Den er en psykedelisk svamp hvis aktive ingredienser er psilocybin og psilocin.

Troldnøgenhat har en champignonlignende 2½-7 cm bred brun, skællet hat med en lysere rand. Hatten er først halvkugleformet og bliver senere fladere. Lamellerne er tætte og smalle med grå-violette til næsten sorte farver. Stokken er hvidlig med langsgående furer og en lys ring som farves sort på oversiden af nedfaldende sporer. Den er 5-10 cm høj og tykkest forneden. Svampen blåner ved gennemskæring.
Den vokser alene eller i grupper på dyregødning, ofte hvor der græsser kvæg. Troldnøgenhat findes i troperne og subtroperne. Den kendes fra det sydøstlige USA, Mellemamerika, Sydamerika, Indien, Sydøstasien og Australien.
Troldnøgenhat er forholdsvis nem at dyrke på våd halm ved 20-25 °C.
Psilocybe cubensis står på liste B over narkotika i Danmark og svampen er opført i, men findes for nuværende ikke på en sådan optegnelse i internationale narkotikakonventioner. De to aktive ingredienser psilocybin og psilocin indgår dog i fortegnelse P I i Konventionen om psykotrope stoffer. Narkotikaklassifikationen indebærer at det er ulovligt at plukke, dyrke og besidde den i Danmark.